# Wahl zum Schwedischen Reichstag 2026
Die nächste Wahl zum Schwedischen Reichstag findet voraussichtlich am 13. September 2026 statt. Am gleichen Tag werden auch die Wahlen zu den sekundärkommunalen Parlamenten (Regionfullmäktige) und primärkommunalen Parlamenten (Kommunfullmäktige) abgehalten.

## Ausgangslage
Die Sozialdemokraten wurden zwar stärkste Kraft, das konservativ-rechte Oppositionslager unter Führung von Ulf Kristersson gewann jedoch die Mehrheit der Mandate.
Schwedens sozialdemokratische Ministerpräsidentin Magdalena Andersson räumte am Abend des 14. September 2022 ihre Wahlniederlage ein und hat für den Folgetag ihren Rücktritt angekündigt. Infolge des schlechten Ergebnisses für die Zentrumspartei gab deren Vorsitzende Annie Lööf ihren Rücktritt zum nächsten Parteitag bekannt.
Am 14. Oktober 2022 kündigte der Parteichef der Moderaten Sammlungspartei Ulf Kristersson an, eine Minderheitsregierung mit seiner Moderaten Sammlungspartei, den Christdemokraten und den Liberalen zu bilden, die von den rechtspopulistischen Schwedendemokraten im Reichstag toleriert werden.

## Umfragen
Die folgende Tabelle zeigt die Umfragen der letzten Wochen. Der Umfragewert der in den Umfragen führenden Partei ist farblich hervorgehoben.
| Institut      | Datum      | S      | SD     | M      | V     | C     | KD    | MP    | L     | Sonst. |
| ------------- | ---------- | ------ | ------ | ------ | ----- | ----- | ----- | ----- | ----- | ------ |
| Demoskop      | 08.09.2023 | 36,9 % | 19,0 % | 20,9 % | 7,2 % | 4,3 % | 3,7 % | 3,1 % | 2,6 % | 2,3 %  |
| Kantar Public | 07.09.2023 | 37,6 % | 19,7 % | 19,0 % | 7,6 % | 3,9 % | 3,1 % | 4,3 % | 3,0 % | 1,8 %  |
| Poll of polls | 28.08.2023 | 37,8 % | 17,7 % | 18,9 % | 7,5 % | 4,8 % | 3,7 % | 4,7 % | 3,0 % | 1,8 %  |
| Botten Ada    | 20.08.2023 | 36,8 % | 18,8 % | 19,2 % | 7,5 % | 5,0 % | 3,9 % | 4,4 % | 3,2 % | 1,2 %  |
| Poll of polls | 31.07.2023 | 37,4 % | 17,9 % | 19,3 % | 7,6 % | 4,7 % | 3,6 % | 4,5 % | 3,1 % | 1,9 %  |
| Novus         | 21.07.2023 | 37,0 % | 18,9 % | 20,0 % | 7,2 % | 4,5 % | 3,3 % | 4,3 % | 2,8 % | 2,0 %  |
| Botten Ada    | 20.07.2023 | 36,6 % | 19,5 % | 19,6 % | 7,6 % | 4,7 % | 3,7 % | 4,1 % | 3,1 % | 1,1 %  |
| Wahl 2022     | 11.09.2022 | 30,3 % | 20,5 % | 19,1 % | 6,8 % | 6,7 % | 5,3 % | 5,1 % | 4,6 % | 1,5 %  |